# سيبة
سِيْبَة هي مِرْقاة أو سُلّمٌ نَقّال وهي سُلّمان ملتصقان من أحد الأطراف خفيفة الوزن.

## التأثيل
سيبة تعني المَطْلَع، وفصيحها الأُدرُجَّة، وأصلها فارسي من سه أي ثلاثة وپا أي رِجل، فيكون معناه ذو ثلاثة أرجل.